# Fria radikaler (film)
Fria radikaler är en schweizisk-tysk-österrikisk film från 2003.

## Handling
Manu är enda överlevande i en flygolycka som orsakas av en fjärils vingslag. Sex år senare präglas hennes liv med familjen och vännerna av beslut och tillfälligheter, lust, lycka, skuld, förtvivlan och död.

## Om filmen
Filmen är inspelad i Bratislava, Sankt Pölten, Wien och Wiener Neustadt.
Den hade världspremiär vid Internationella filmfestivalen i Locarno den 10 augusti 2003 och svensk premiär den 31 augusti 2007 på biograf Sture i Stockholm. I Sverige är filmen tillåten från 15 år.

## Rollista (urval)
- Kathrin Resetarits - Manu
- Ursula Strauss - Andrea
- Georg Friedrich - Andreas
- Marion Mitterhammer - Gerlinde
- Martin Brambach - Reini

## Musik i filmen
- Macarena, framförd av Los del Rio
- San Francisco (Be sure to wear some Flowers in your Hair), skriven av John Phillips
- Nights in White Satin, skriven av Justin Hayward, framförd av The Moody Blues
- Take on me, framförd av a-ha